# La battaglia per la nostra Ucraina sovietica
La battaglia per la nostra Ucraina sovietica (in russo Битва за нашу Советскую Украину?, Bitva za našu Sovetskuju Ukrainu) è un documentario di propaganda sovietico del 1943 diretto da Aleksandr Dovženko e Julija Solnceva.

## Trama
La trama racconta gli eventi dal 1941 all'agosto del 1943 sui fronti meridionali della guerra tedesco-sovietica, in particolare la Quarta battaglia di Char'kov. Il film differisce da altri documentari analoghi della stessa epoca in quanto per la prima volta gli spettatori della cronaca militare poterono sentire le "voci vive" dei soldati, accompagnate da un gran numero di meditazioni filosofiche e riflessioni liriche scritte dal regista Dovženko e doppiate da Leonid Khmara.
Il film include riprese per i cinegiornali tedeschi, requisite dai sovietici agli sconfitti.

## Ambientazione
Il film è ambientato a Charkiv e a Kiev in Ucraina.

## Distribuzione
- Unione Sovietica: ottobre 1943
- Stati Uniti d'America: 2 aprile 1944
- Svezia: 3 luglio 1944
- Francia: 14 marzo 1945
- Australia: 7 aprile 1945
- Finlandia: 8 luglio 1945
- Italia: gennaio 1946
- Repubblica Ceca: 3 aprile 2005 (Febio Film Festival)

Il documentario è stato trasmesso in prima visione tv in Italia il 15 febbraio 2009 su Rai 3 dal programma Fuori orario. Cose (mai) viste.